# Faxinal do Soturno
Faxinal do Soturno este un oraș în Rio Grande do Sul (RS), Brazilia.